# Gare de Nittedal
La gare de Nittedal est une gare ferroviaire de la Gjøvikbanen.

## Situation ferroviaire
Établie à 235.8 mètres d'altitude, la gare est située à 24.26 km d'Oslo.

## Service des voyageurs

### Accueil
Elle n'a pas de guichet mais des automates. Elle a également des aubettes sur les quais. La salle d'attente est ouverte du lundi au samedi de 4h15 à 18h et le dimanche de 12h à 20h.

### Desserte
La gare est desservie  par des trains locaux et régionaux en direction de Jaren, Gjøvik et Oslo.

### Intermodalité
La gare est équipée d'un parking de 70 places. Des bus locaux font halte à la gare.